# Globo FC
Globo FC is een Braziliaans voetbalclub uit Ceará-Mirim, in de deelstaat Rio Grande do Norte.

## Geschiedenis
De club werd opgericht in 2012 en promoveerde een jaar later al naar de hoogste klasse van het Campeonato Potiguar. In 2014 won de club de eerste fase na strafschoppen tegen Baraúnas. De club plaatste zich ook voor de finale van de tweede fase tegen América de Natal en speelde twee keer gelijk, maar won niet de titel omdat América beter gepresteerd had in de competitie. De club plaatste zich voor de Série D 2014 en werd in de groepsfase tweede achter Confiança en verloor in de tweede ronde van Jacuipense. In 2015 nam de club deel aan de Copa do Brasil en werd hier met 5-1 verslagen door América de Natal, de club speelde zelfs de terugwedstrijd niet meer. In de Série D werden ze nu laatste. In 2016 speelde de club de finale van het eerste toernooi tegen América en verloor opnieuw op basis van een slechter resultaat in de competitie na een 0-0 gelijkspel. In 2017 bereikte de club de finale, die ze verloren van Operário. De club promoveerde zo wel naar de Série C, waar de club twee seizoenen speelde. 
In 2021 kon de club voor het eerst de staatstitel winnen, nadat ze in de finale ABC versloegen. 

## Erelijst
Campeonato Potiguar
2021